# Сан-Жозе-ду-Брежу-ду-Крус
Сан-Жозе-ду-Брежу-ду-Крус (порт. São José do Brejo do Cruz) — муниципалитет в Бразилии, входит в штат Параиба. Составная часть мезорегиона Сертан штата Параиба. Входит в экономико-статистический микрорегион Католе-ду-Роша. Население составляет 1550 человек на 2006 год. Занимает площадь 253,017 км². Плотность населения — 6,1 чел./км².

## Статистика
- Валовой внутренний продукт на 2003 год составляет 5 181 437,00 реалов (данные: Бразильский институт географии и статистики).
- Валовой внутренний продукт на душу населения на 2003 год составляет 3360,21 реалов (данные: Бразильский институт географии и статистики).
- Индекс развития человеческого потенциала на 2000 год составляет 0,602 (данные: Программа развития ООН).